# دان غونثر
دان غونثر (بالإنجليزية: Dan Guenther)‏ (1944)؛ شاعر وروائي أمريكي.

## الجوائز
- ميدالية النجمة البرونزية